# Iquiracetima ceruri
Iquiracetima ceruri är en skalbaggsart som beskrevs av Maria Helena M. Galileo och Martins 2008. Iquiracetima ceruri ingår i släktet Iquiracetima och familjen långhorningar. Inga underarter finns listade i Catalogue of Life.